# きけ、わだつみの声 Last Friends
『きけ、わだつみの声 Last Friends』（きけ、わだつみのこえ ラスト フレンズ）は、1995年東映製作の戦後50年記念作品。

## 概要
第二次世界大戦末期に戦没した日本の学徒兵の遺書を集めた遺稿集『きけ わだつみのこえ』の、1950年に公開された『日本戦歿学生の手記 きけ、わだつみの声』に続く2度目の映画化。但しストーリーは全く異なる。前作のプロデューサーが東横映画時代の岡田茂で、本作のプロデューサーが岡田裕介のため、親子二代のプロデュース作として業界で話題を呼んだ。

## ストーリー
1995年、真夏のラグビー場で仲間たちとスクラムを組んでいた鶴谷勇介は、ボールを追って相手にタックルした瞬間に意識を失い、初めて見る3人の若者に囲まれていた。若者達に手を引かれて起き上がった次の瞬間には雨に煙る神宮外苑でずぶ濡れになって行進する学生の集団の中にいることに気がついた。鶴谷が周囲の学生にどうなっているのか尋ねると、隣にいた男は「戦争に行くんだ」と答える。その男たち、勝村寛、相原守、芥川雄三はそれぞれ明大、早稲田、東大のラガーメンだった。彼は1943年10月21日に挙行された学徒出陣の大壮行会の真っ只中に身を置いていたのだった。

## 出演
- 勝村寛（少尉）：織田裕二
- 相原守（一等兵）：風間トオル
- 大野木（上等兵）：的場浩司
- 芥川雄三（少尉）：仲村トオル……陸軍大尉上原良司がモデル。
- 鶴谷勇介：緒形直人
- 津坂映子：鶴田真由
- 原口（軍医・中尉）：河原崎建三
- 橋本（婦長）：もたいまさこ
- 近藤（中尉）：遠藤憲一
- 大橋（軍曹）：斉藤暁
- 高倉（一等兵）：倉崎青児
- 野々村（一等兵）：てらそま昌紀
- 谷川（上等兵）：松崎謙二
- 馬越（上等兵）：武野功雄
- 坂見（中隊長）：江角英明
- 安原クニ子：水木薫
- 鶴谷総治：井川比佐志
- 鶴谷タマエ：今井和子
- 隊長：辻萬長
- 司令官（中尉）：寺田農
- 藤村保江：岩崎加根子
- 野川貴美江：宮崎淑子
- 教官：大和田伸也
- 陸軍将校：大杉漣
- 各務憲兵大尉：石橋蓮司
- 村井秋子：越智静香
- 芥川弥生：石橋けい
- 野川三千代：白鳥夕香
- 栗田（少尉）：野依康夫
- 高見沢（教授）：田村高廣
- 相原巌：佐藤慶
- 相原の母：島ひろ子
- 芥川克代：佐藤友美
- 大島（教授）：高橋悦史
- 小野寺（指令）：奥田瑛二
- 土門廣
- 正木蒼二
- 岸祐二
- 田中優樹
- 高杉俊介
- 俊藤光利
- 萩田佳也子
- 相馬剛三
- 川屋雪隠（現：河屋秀俊）
- 咲田恭平
- 種子
- 飯島大介
- 江口尚希
- 泉福之助

## スタッフ
- 監督：出目昌伸
- 脚本：早坂暁
- 音楽：ギル・ゴールドスタイン
  - 演奏：ギル・ゴールドスタイン・ゼブラ・コースト・オーケストラ
  - 音楽制作：スイート・ベイジル
  - 音楽提供：エモーションミュージック
- 軍事指導：高杉俊介
- 撮影：原一民
- 照明：篠崎豊治
- 美術：北川弘
- 編集：西東清明
- 録音：柿沼紀彦
- 監督補佐：長谷川計二
- 助監督：井坂聡
- 操演：國米修市
- ビジュアルエフェクトスーパーバイザー：松本肇
- イメージボード：樋口真嗣
- CGイメージ：佐藤敦紀
- 特殊視覚効果：映画工房、日本エフェクトセンター、ツドー工房
- 海外ロケコーディネーター：冨永理生子
- フィリピン制作ユニット：Philippine Film Studios Inc.(協力：小森邦昭（DIGEX）)
- アメリカ撮影ユニット：Creative enterprise international, Inc.
- 取材協力：元戦闘306戦友会
- 参考文献：竹内浩三全集1.2（新評論）、上原良司「あゝ祖国よ恋人よ」（昭和出版）
- 現像：東映化学
- 協賛：伊藤園、東急グループ、ダイコク電機
- 企画：岡田裕介
- 製作者：高岩淡、山科誠
- プロデューサー：鍋島壽夫、柘植靖司、角田朝雄

## イメージソング
- M-onederful「Endless World」
- 杜けあき 「愛の行方」

## 製作

### 企画
製作が最初に報道されたのは1986年で、この当時はテレビ局の映画製作がますます盛んになり、特にフジテレビが映画製作を積極的に推進しており、フジテレビは東宝と組むことが多かったが、東映も「スケバン刑事」などで付き合いがあったことから、当時はフリーだった岡田裕介プロデューサーが東映とフジテレビの間に入り大作映画の提携を模索し、本作もこの時に候補作の一つとして挙がっていた。東映の幹部は岡田茂を始め戦争映画が好きで、東宝ほどではないが、東映も古くからコンスタントに戦争映画を作ってきた。東映は1980年代に『動乱』を皮切りに戦争映画大作を続けて製作し、1989年には実現しなかったが、松竹の奥山和由が岡田茂東映社長に『THE WINDS OF GOD』の企画を持ち込んだことがあり、戦争映画の企画はいくつか挙がっており、本作は東映が製作した32本目の戦争映画といわれる。

### 製作の決定
その後1995年が戦後50年にあたることから、邦画メジャー3社で戦争映画大作を競作しようという機運が高まり、また各社邦画メジャーとしての意地もあり、東映でも岡田茂東映会長が製作に強い意欲を見せたことから、正式に製作が決定した。フジテレビとの提携はなかったが、当時バンダイが『パワーレンジャー』のキャラクター・グッズでぼろ儲けしていたため、東映が話を持って行き、バンダイの山科誠社長が了承し、東映とバンダイの共作となった。山科は「（岡田）裕介さんに東映の社長になる前にオヤジさんに負けないような実績を作ろう」とリメイクを薦めた、裕介さんは「父親の作品だし、時代も変わったから」と難色を示したが、私が「戦後50年の集大成として製作してもいいタイミングじゃないか」と提案し、裕介さんが父親に話したら、岡田茂さんが快諾し、製作が決まった等と話している。
1990年代前半の東映はアニメ映画以外は大ヒットが出ず、劇映画の大ヒットは1991年に配収10億5千万円を挙げた『福沢諭吉』以降ないという状況だった。岡田親子二代に渡るプロデュース作で「成功させたい」という強い思いが東映内にあった。
東映が本作、東宝が『ひめゆりの塔』と、戦争大作のリメイクを早くに決め、会社の意地を見せ万全の体勢を敷いた。『ひめゆりの塔』も第一作は東映で製作された。しかし松竹はこれに乗らず。このため東映と東宝の二社で『戦後50年記念共同プロジェクト』を実施し、二作品の予告編を反対の劇場で流す、二作品の予告編を一緒にしてお互いの劇場で流すなどという史上初の試みを行うなどで盛り上げた。松竹はこの二社の盛り上がりに便乗し、二年前にお蔵入りさせていた『THE WINDS OF GOD』をこの年公開した。
1995年1月11日に銀座東武ホテルで製作発表会見があり、高岩淡東映社長、山科誠バンダイ社長、岡田裕介東映取締役、出目昌伸監督、脚本の早坂暁、織田裕二、緒形直人、仲村トオル、的場浩司、風間トオル、鶴田真由が出席。会見で岡田裕介プロデューサーは「内容は前作とは趣を異にした早坂先生のオリジナルで、6人の青春群像をオールスターで描く。フィリピンロケを行い、本物の零戦、グラマンも飛ばす予定だ」と話した。高岩東映社長は「50年前にはこんな悲惨なことがあり、その上に今日の平和・繁栄があるわけで、戦争を知らない若者たちにアピールしたい」、山科バンダイ社長は「昭和20年生まれの私も太平洋戦争を知らない世代の一人だが、戦後50年という節目の年にこういう有意義な作品をキチッとした形で残し、次の世代に受け継がれるような名作になればと思う」などと話した。製作費10億円。本来は終戦記念日に合わせて8月公開が理想ではあったが、東映・東宝とも毎年恒例の子供番組があるため、5月～6月の公開となった。

### 脚本
早坂暁は1991年から『新潮45』に『戦艦大和日記』を連載中で、太平洋戦争に特別な想いがあり、脚本を引き受けた。早坂は前作をリアルタイムで観ており、当時の役者がついこの間まで戦場にいたような、苛酷な戦場で飢餓線上、生死の境をさ迷うという姿ピッタリの感じでリアリティが凄く出ていたが、現代の若者は生活豊かで肉付きがいいし、白黒でなくカラーで撮ると関川作品みたいな凄惨なリアリティがどこまで出せるのか心配した。戦後50年の現在に戦没学生の手記を再度取り上げて戦争の実態に迫るには、新しい角度で提示するにはどうすればいいか、構想段階でかなりの時間を要した。戦前の日本社会では大学の学生はそれ自体エリートで、国家未来の柱石として学業に励むことが許され徴兵を猶予されていたが、アメリカとの戦争が始まった後はその特権がなくなった。国を守る兵員が足りなくなり延期を解かれ、1943年12月に学徒兵が生まれた。その時期は最早敗色おおい難いという、言わば殺されるために戦場に臨んだ。兵士は皆それぞれ痛みを残して死んだ。しかし学徒兵は死ぬ意味が判らないと考え抜き悩んだ者が多かった。本作はそれをテーマに脚本が書かれている。早坂の脚本がやっぱり遅れ、クランクインが2ヵ月延びて、1995年3月末には完成していた東宝との歩調が合わなくなったが、東宝が公開時期を合わせた。

### キャスティング
当時はテレビドラマが非常に人気があった時代で、織田裕二、風間トオル、的場浩司、仲村トオル、緒形直人、鶴田真由といったトレンディドラマで活躍中の若手スターのキャスティングに成功した。東宝『ひめゆりの塔』に比べれば、この点で若者層へのアピールで差を付け、これが結果的に興行成績に影響を与えたとされる。彼らの両親も戦争を知らない世代で、どうやって演じたらいいか分からないため、出演者全員で早坂に役柄の説明を聞いた。気持ちを作るのにかなりの時間を要した。

### 撮影
現地での現像処理の問題があり、1994年秋ともう一回、計2回フィリピンロケハン。1995年1月末クランクイン。前作はGHQ占領下の時代で、海外ロケは許可されず、予算の問題もあり、国内でロケが行われたが、本作はフィリピン南西部のパラワン島でロケが行われた。『地獄の黙示録』や『プラトーン』の撮影が行われたルソン島やミンダナオ島も候補に挙がったが、大規模な撮影には両島は向いているが、敗残の小部隊の戦闘ではイメージが少し違うと判断され、パラワン島でのロケが決まった。当地は実際には戦火を浴びなかった。ロケハン中に偶然見つけた囚人収容所の宿舎を借りて野戦病院に作り替えた。たまたま収容所長が府中刑務所に研修で来日した経験がある親日家で、そんな意義のある映画ならと多くの便宜を図ってもらえた。ついでにウチの囚人を何人か映画に使ってくれないか、と申し入れを受けた。人相の悪い刺青のある囚人が数人出演している。働いてもお金は受取れない規則で、ロケ弁を食べさせるという条件で出たもらった。日本の弁当は彼らにとっては御馳走だったという。
若手スターたちは戦争映画は初体験で、当地の撮影は気温30度～40度の炎天下に及び、泥の中を這いずり回る過酷な撮影で、5～6キロ痩せた者もいた。先述のように早坂脚本の遅れで完成が1995年5月22日という慌ただしさだった。

## 宣伝
東映と東宝で1994年夏から担当者ベースで準備を始め、社会的ブームを演出するには一本の矢より二本の矢の方がいいだろうと友好的に話し合いが進み、1995年3月13日に東京銀座三笠会館で鈴木常承東映専務・堀内實三東宝専務より、東映と東宝で共同プロジェクトを組むと発表された。"95年初夏に送る胸熱き感動スクリーンに平和の祈りをこめて"という共通宣伝コピーを作り、「戦後50年記念共同プロジェクト」を組み、2作品の予告編を連結した共通予告編をそれぞれの劇場で流す、2作品連続上映試写会開催等、初めての試みが行われた。戦後50年という時代の盛り上がりをお客に感じてもらいたいという共同戦線パブリシティは話題を呼び、1995年4月10日付けの産経新聞がこのジョイントを取り上げるなどマスメディアに多く露出した。当時は東宝の一人勝ち状態に入りつつあったため、東映がかなり得をした。東映の本作の前番組は『のぞき屋』で、東宝は洋画系劇場でも本作の予告編を流してくれ、かなり宣伝効果があり、東宝が敵に塩を送った形になった。今日のシネコンでは予告編は邦画も洋画も一緒くたに流れるが、当時の洋画系劇場では邦画の予告編は流していなかった。業界の笑い話で、東宝の松岡功は営業本部長として東宝東和から1970年に東宝に移り、"東映に追いつけ、追い越せ"を掛け声にやってきて、だんだん"東映の背中が見えてきた"、と変わり、1990年代当時は"東映は東宝の背中が見えない"に変わっていた。日本一のマーケット（劇場網）を持つ東宝は自社製作を減らし、外国映画を含めて自社製作以外の作品を上映して利益を挙げる手法が上手くいき、いい映画が東宝系の劇場に偏った。これは松岡が製作担当でなかったからできたことで、松竹・東宝ができなかったのは、城戸四郎や岡田茂が映画製作を重んじる伝統が残っていたためといわれる。
1999年5月12日に東映とバンダイとで、全国の東映系の館主（東映会）を招待し、ヤマハホールで特別試写会、帝国ホテルで『きけ、わだつみの声を大ヒットさせる会』を開催。また岡田茂が東京商工会議所の議員だった関係で、同会議所と大阪商工会議所の会員2万社に向けて、団体割引前売り券の案内を送ったり、工夫を凝らした様々なキャンペーンが行われた。東映本番線は1995年7月15日からは基本、東映アニメフェアだったが、劇場により1995年8月15日の終戦記念日までの10週間本作を掛けた劇場もあった。『藏』と共にこの年の東映の勝負作として社を上げての大動員をかけ、東映40万枚とバンダイ20万枚の前売り券計60万枚売り切った。文献により東映とバンダイ各50万枚、計100万枚を売り切ったと書かれたものもある。　

## 作品の評価

### 興行成績
東映の本作、東宝の『ひめゆりの塔』とも、戦後まもなくの大ヒット作のリメイクであり、戦争の風化が叫ばれた50年後の公開当時、このような素材が若者たちに受けとめられるのか、一流大学出のエリートが、オウム真理教のようなカルト教団に入信する時代に、映画に出て来る若者たちの心情を理解できるのか、興行面が不安視された。当時の学校教育の歴史教育は受験の関係で、現代史まで詳しく時間を割く学校は少なかった。東映でも戦争体験者は岡田茂東映会長しか残っておらず、岡田会長は「これが最後の戦争映画だ。ターゲットは若い世代ではなく、戦争体験者にしなくてはダメだ。その世代を大量に動員できれば、若者も少しは引きずられて来るのではないか」と話したが、現場は青春映画としての売り込みを図り、岡田会長と東映幹部に乖離が出た。またこの年は神戸の震災や、地下鉄サリン事件で日本全土が大揺れ。自粛ムードと親が子供を映画館に連れて行きたがらなくなり、マスメディアは連日オウムの報道合戦で、フィクションのドラマを遥か上回る興味深い事件の影響を受け、映画興行は大きな打撃を受けた。不況に強いといわれた映画も世情不安には弱いことを露呈した。
しかし本作が配収10億円、『ひめゆりの塔』が5億円前後、松竹『WINDS OF GOD』が1億5千万～2億円。『WINDS OF GOD』はお蔵入りさせていたローバジェット映画で、総原価もその半分以下とされ、あまり影響はなかったが、本作が『ひめゆりの塔』の約二倍の成績を上げた理由として、先に挙げた共同宣伝の効果や、『ひめゆりの塔』に比べて当時テレビで大活躍中の人気スターをキャスティング出来たことで若い観客を集めたことがヒットの要因と分析された。しかし本作と『ひめゆりの塔』は宣伝費なども含めた総原価が10億円以上かかったため、映画興行に限ればプラスにならなかった。当時はビデオがよく売れた時代のため、それらを含めたトータルとしては本作は成功と見られた。

### 批評家評
小野民樹は「早坂脚本は戦争体験の継承ということでとまどいを見せ、筋が通らない」と評している。

## 備考
作中では登場人物の台詞により「中国と戦争」（中華人民共和国の建国は1949年）という設定になっている。製作者側の時代考証ミスか言い換えかは不明。ただし、その台詞は現代からタイムスリップした鶴谷勇介の台詞である。なお、1912年に建国された中華民国の略称も「中国」であるため、特に矛盾はない。

## エピソード
本作公開と同時期に全米2407館で『パワーレンジャー』が劇場公開され大ヒット。東映に版権料20億円が入り、マーチャンダイジングにかむバンダイにもキャラクターグッズの売上で莫大な利益が転がり込んだ。